# Абид Шариф, Мехди
Мехди Абид Шариф (араб. مهدي عابد شريف‎; 14 декабря 1980, Константина) — алжирский футбольный арбитр. С 2011 года включён в список арбитров ФИФА. В 2015 и 2017 годах судил чемпионат мира по футболу среди молодёжных команд, в 2017 матчи Кубка африканских наций, а в 2018 году матчи чемпионата африканских наций.
Начал заниматься судейством с 2009 года, через два года получил статус арбитра ФИФА. Отличается мягким судейством, в среднем за игру показывает менее 3-х жёлтых карточек (2,74).
В 2018 году, решением ФИФА, был выбран в качестве главного арбитра для обслуживания матчей Чемпионата мира в России,.

## Работа на крупных международных турнирах
- Кубок африканских наций 2015 в Экваториальной Гвинеи[5]
  - Кот-д’Ивуар vs Гвинея (Групповая стадия).
- Чемпионат мира по футболу среди юношеских команд 2015 В Чили[5]
  - Германия vs Австралия (Групповая стадия)
  - Франция vs Парагвай (Групповая стадия)
- Чемпионат африканских наций 2016 в Руанде[5]
  - Мали vs Уганда (Групповая стадия)
- Кубок африканских наций 2017 в Габоне[5]
  - Гана vs Мали (Групповая стадия)
  - Гана vs Буркина-Фасо (Матч за третье место)
- Чемпионат мира по футболу среди юношеских команд 2017 В Индии[5]
  - Германия vs Коста-Рика (Групповая стадия)
  - Гондурас vs Новая Каледония (Групповая стадия)
  - Мали vs Гана (Четвертьфинал)
- Чемпионат африканских наций 2018 в Марокко[5]
  - Замбия vs Уганда (Групповая стадия)
  - Судан vs Ливия (Матч за третье место)